# 北部地区医師会病院
北部地区医師会病院（ほくぶちくいしかいびょういん）は、正式名称を公益社団法人北部地区医師会北部地区医師会病院といい、沖縄県名護市にある病院である。名護市などの1市1町7村で構成される北部保健医療圏の地域医療支援病院の承認を受けるなど、急性期病院として展開している。

## 沿革
（この節の出典）
- 1991年（平成3年）2月19日 - 北部地区医師会病院開設
- 1993年（平成5年）9月 - 循環器救急開始
- 1998年（平成10年）4月 - リリー保育園(院内保育園)新築移転(定員40名)
- 2002年（平成14年）10月 - 24時間循環器救急に内科・外科・整形外科を追加
- 2004年（平成16年）3月 - 特定集中治療室（ICU4床）開設
- 2006年（平成18年）10月 - 心臓血管外科開設
- 2007年（平成19年）4月 - 救急外来改築/救急部開設
- 2007年（平成19年）6月 - 救急ヘリコプターによる救急搬送開始/ヘリポート、CSセンター整備、放射線科・検査科病理部門開設
- 2008年（平成20年）5月28日 - 救急ヘリの存続のために救急部の小濱正博らが中心となって、特定非営利活動法人MESHサポートを設立[2]
- 2010年（平成22年）4月 - 北部地区医師会附属病院（ 心臓血管センター ）開設
- 2013年（平成25年）4月 - 公益社団法人北部地区医師会 北部地区医師会病院に法人名変更
- 2017年（平成29年）4月 - 地域がん診療病院指定
- 2019年（令和元年）８月 - 北部地区医師会附属病院（心臓血管センター）と統合

## 診療部門

### 診療科
- 消化器内科
- 呼吸器内科
- 循環器内科
- 内分泌内科（糖尿病・甲状腺）
- 消化器外科
- 乳腺外科
- 心臓血管外科
- 整形外科
- リウマチ科
- 皮膚科

### 特殊外来
- 肝臓外来
- 大腸疾患外来
- 睡眠時無呼吸外来
- 緩和ケア外来

## 医療機関の認定
- 救急告示病院[3]（内科・外科・整形外科[4]）（消防法）
- 地域がん診療病院[5]
- 保険医療機関[6]
- 労災保険指定医療機関[6]
- 指定自立支援医療機関（更生医療）[6]
- 指定自立支援医療機関（育成医療）[6]
- 指定自立支援医療機関（精神通院医療）[6]
- 身体障害者福祉法指定医の配置されている医療機関[6]
- 生活保護法指定医療機関[6]
- 結核指定医療機関[6]
- 戦傷病者特別援護法指定医療機関[6]
- 原子爆弾被害者一般疾病医療取扱医療機関[6]
- 公害医療機関[6]
- 地域医療支援病院[6]
- 臨床研修病院[6]
- 特定疾患治療研究事業委託医療機関[6]
- DPC対象病院[6]

## 学会認定施設、指定機関
- 日本外科学会外科専門医制度関連施設
- 日本消化器外科学会専門医制度修練施設
- 日本消化器病学会専門医制度関連施設
- 日本整形外科学会専門医関連施設
- 麻酔科認定病院
- 沖縄県マンモグラフィー検診一次検診医療機関
- 日本救急医学会救急科専門医指定施設
- 日本乳癌学会関連施設
- 日本がん治療認定機構認定研修施設

## 交通アクセス
- 名護市街より送迎バス(無料)あり。

## テレビ番組
- 日経スペシャル ガイアの夜明け 『“命の絆”を再生せよ ～崩壊寸前“地域医療”を追う』（2009年3月10日、テレビ東京）[7]。- ドクターヘリ運行再開を取材。